# Julio Losada
Julio Losada, vollständiger Name Julio Daniel Losada, (* 16. Juni 1950) ist ein ehemaliger uruguayischer Fußballspieler.

## Verein
Der 1,62 Meter große Offensivakteur Losada gehörte 1967 und von 1969 bis 1972 dem Kader des Club Atlético Peñarol in der Primera División an. In diesem Zeitraum gewann er mit den Aurinegros 1967 die uruguayische Meisterschaft, und die Copa de Honor, 1969 die Supercopa de Campeones Intercontinentales mit Losada in der Startformation beim entscheidenden 2:1-Sieg gegen Estudiantes de La Plata und 1971 die Copa Montevideo. Zur Stammelf zählte er aber erst 1969 und war sodann bis 1971 dieser zugehörig. Vor der Spielzeit 1972 verließ er den Verein. Seine nächste Karrierestation wählte er in Griechenland bei Olympiakos Piräus. Dort war er in den Jahren 1972 bis 1980 und in der Spielzeit 1981/82 aktiv, absolvierte in diesem Zeitraum 150 Spiele und erzielte 30 Tore. Olympiakos feierte in den Jahren von Losadas Zugehörigkeit zur Mannschaft 1973, 1974, 1975, 1980 und 1982 jeweils den Sieg in der Landesmeisterschaft. Zudem wurde man 1973 und 1975 Pokalsieger.

## Nationalmannschaft
Losada war Mitglied der A-Nationalmannschaft Uruguays, für die er zwischen dem 31. März 1970 und dem 10. Juni 1970 fünf Länderspiele absolvierte. Dabei erzielte er kein Länderspieltor. Losada nahm mit Uruguay an der Weltmeisterschaft 1970 teil. Dort kam er im Verlaufe des Wettbewerbs in den Vorrundenspielen gegen Israel und Schweden zu seinen einzigen Turnier-Einsätzen.

## Erfolge
- Supercopa de Campeones Intercontinentales: 1969
- Uruguayischer Meister: 1967
- 5× Griechischer Meister: 1973, 1974, 1975, 1980, 1982
- 2× Griechischer Pokal: 1973, 1975
- Copa de Honor: 1967
- Copa Montevideo: 1971